# Niklas Landin
Niklas Landin Jacobsen (19 de diciembre de 1988, Soborg, Dinamarca) es un portero de balonmano que juega en el Aalborg HB. Su hermano, Magnus Landin Jacobsen, es también jugador de balonmano. 
En 2020 fue nombrado por la Federación Internacional de Balonmano como mejor jugador del año 2019.
En 2024 se retiró de la selección tras los Juegos Olímpicos de París 2024, en donde su selección se colgó la medalla de oro.

## Equipos
- GOG Svendborg (2006-2010)
- Bjerringbro-Silkeborg (2010-2012)
- Rhein Neckar Löwen (2012-2015)
- THW Kiel (2015-2023)
- Aalborg HB (2023-Act.)

## Palmarés

### Selección nacional
| Juegos Olímpicos   | Juegos Olímpicos     | Juegos Olímpicos  | Juegos Olímpicos |
| Año                | Lugar                | Medalla           |                  |
| ------------------ | -------------------- | ----------------- | ---------------- |
| 2016               | Río de Janeiro       | Medalla de oro    |                  |
| 2020               | Tokio                | Medalla de plata  |                  |
| 2024               | París                | Medalla de oro    |                  |
| Campeonato Mundial |                      |                   |                  |
| Año                | Lugar                | Medalla           |                  |
| 2011               | Suecia               | Medalla de plata  |                  |
| 2013               | España               | Medalla de plata  |                  |
| 2019               | Alemania y Dinamarca | Medalla de oro    |                  |
| 2021               | Egipto               | Medalla de oro    |                  |
| 2023               | Polonia y Suecia     | Medalla de oro    |                  |
| Campeonato Europeo |                      |                   |                  |
| Año                | Lugar                | Medalla           |                  |
| 2012               | Serbia               | Medalla de oro    |                  |
| 2014               | Dinamarca            | Medalla de plata  |                  |
| 2022               | Hungría y Eslovaquia | Medalla de bronce |                  |
| 2024               | Alemania             | Medalla de plata  |                  |

#### Campeonato del Mundo Junior
- Medalla de Bronce en el Campeonato Mundial de Balonmano Masculino Junior de 2007.
- Medalla de Plata en el Campeonato Mundial de Balonmano Masculino Junior de 2009.

### Rhein-Neckar Löwen
- Copa EHF (1): 2013

### Kiel
- Copa de Alemania de balonmano (4): 2017, 2019, 2022, 2023
- Copa EHF (2): 2019, 2020
- Liga de Alemania de balonmano (2): 2020, 2021
- Liga de Campeones de la EHF (1): 2020

### Aalborg
- Liga danesa de balonmano (1): 2024

### Consideraciones personales
- IHF Jugador del Año (2): 2019, 2021.